# 新西蘭交響樂團
紐西蘭交響樂團（英語：New Zealand Symphony Orchestra）是一支總部位於紐西蘭威靈頓的交響樂團。根據2004年《紐西蘭交響樂團法》，紐西蘭交響樂團是紐西蘭政府擁有的一個自治皇家實體。目前，該樂團的總部設在邁克爾·福勒中心，並經常在鄰近的威靈頓市政廳於2013年關閉之前演出。該樂團還在奧克蘭、基督城和但尼丁演出。

## 歷史
第二次世界大戰結束後，該樂團於1946年成為常設樂團，更名為“紐西蘭廣播服務國家樂團”；首場音樂會於1947年3月6日舉行。它由紐西蘭廣播公司（後來成為紐西蘭國家廣播電台）的一個部門管理，名稱為NZBC國家管弦樂團。
1963年樂團更名為NZBC交響樂團，1975年再次更名為紐西蘭交響樂團。1988年，樂團完全獨立於紐西蘭廣播電台，並開始作為一家獨立的皇家公司運營。